# Абелян, Вильям
Вильям Абелян (род. 27 сентября 1978, Ереван) — армянский боксёр, представитель полулёгкой весовой категории. Выступал на профессиональном уровне в 1998—2005 годах, владел титулом чемпиона Северной Америки, был претендентом на титул чемпиона мира WBO.

## Биография
Вильям Абелян родился 27 сентября 1978 года в Ереване, Армянская ССР.
Заниматься боксом начал в возрасте 12 лет, проходил подготовку под руководством бронзового призёра Олимпийских игр Давида Торосяна.
В 1998 году переехал на постоянное жительство в США и начал карьеру профессионального боксёра. Вначале не имел большого успеха, первые два боя закончились поражением, однако затем пошли и победы. В течение года Абелян провёл 12 поединков, из которых выиграл 8. Среди прочего встречался с мексиканцем Эктором Лисаррагой (35-9-5), бывшим чемпионом мира, по итогам десяти раундов уступил ему единогласным решением судей.
В 2001 году по очкам выиграл у выдающегося мексиканского боксёра Орландо Салидо (11-6-1), будущего первого номера в полулёгкой весовой категории. Также ему удалось взять верх над другим известным мексиканцем, бывшим чемпионом мира Гути Эспадасом (34-3), который в шестом и восьмом раундах побывал на настиле ринга.
В 2002 году Абелян победил достаточно известного филиппинца Хесуса Салуда (63-12) и завоевал титул чемпиона Северо-Американской боксёрской организации (NABO) в полулёгком весе, который затем один раз успешно защитил. Отметился выступлением в андеркарте громкого боя «Леннокс Льюис — Виталий Кличко».
Благодаря череде успешных выступлений в 2004 году Вильям Абелян удостоился права оспорить титул чемпиона мира по версии Всемирной боксёрской организации (WBO) в полулёгкой весовой категории, который на тот момент принадлежал шотландцу Скотту Харрисону (21-2-1). Изначально чемпионский бой планировался на март, но из-за травмы Абеляна его пришлось перенести на июнь. Поединок состоялся на родине Харрисона в Глазго, Абелян смог продержаться против чемпиона только до третьего раунда — рефери зафиксировал технический нокаут, и пояс остался у чемпиона.
После чемпионского противостояния Абелян провёл ещё два боя и в 2005 году завершил спортивную карьеру. В общей сложности он 31 раз выходил на ринг в профессиональном боксе, выиграл 24 боя (в том числе 13 нокаутом), проиграл 6 боёв, в одном случае была зафиксирована ничья.
Впоследствии постоянно проживал в Глендейле, штат Калифорния. В 2013 году привлёк к себе внимание тем, что был арестован за проникновение в кабину дежурного на автостоянке и кражу дрели.